# Recombinació (cosmologia)

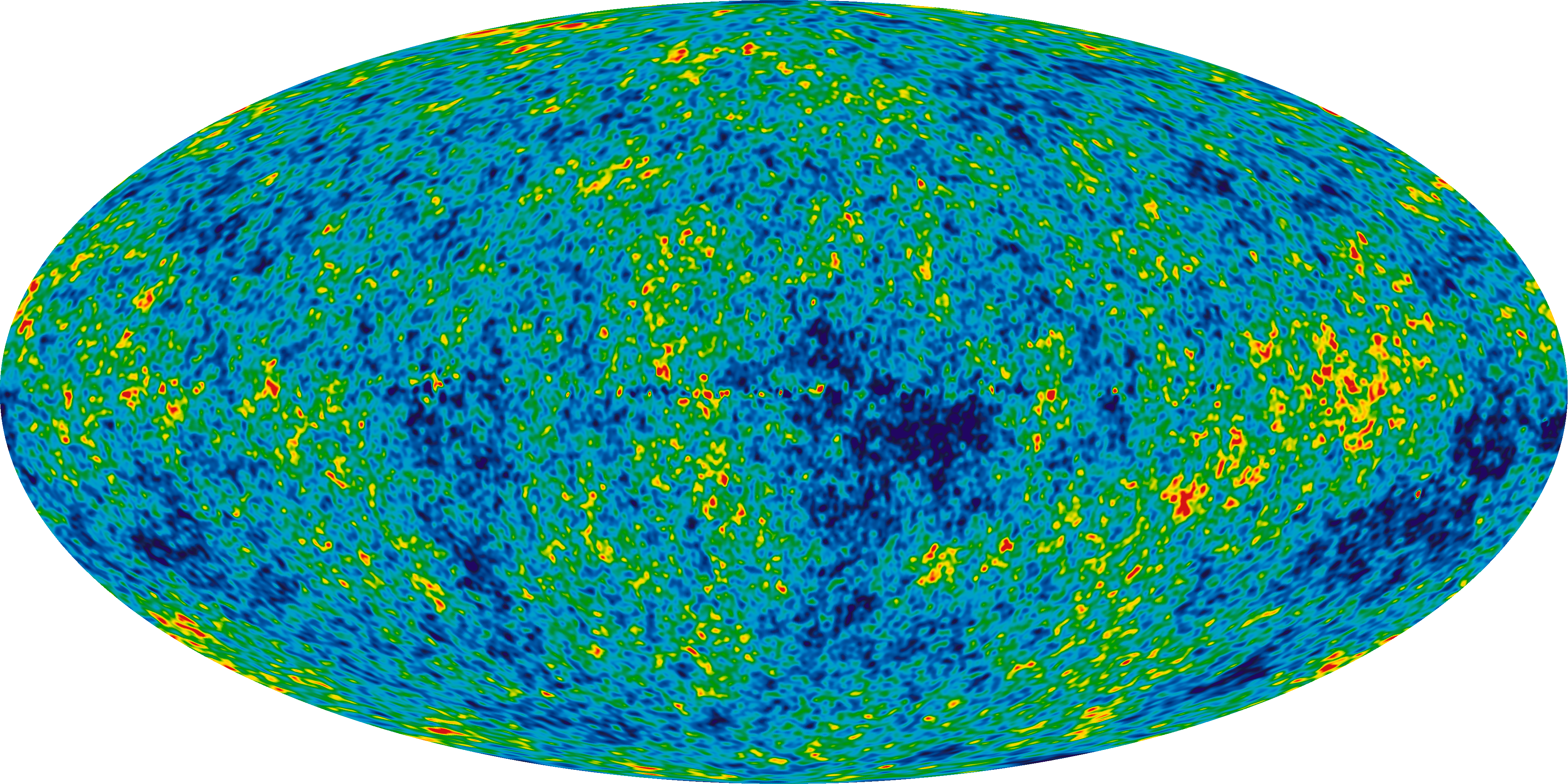
La imatge detallada de tot el cel de l'univers infantil creada a partir de nou anys de dades WMAP. La imatge revela fluctuacions de temperatura de fa 13.770 milions d'anys (mostrades com a diferències de color) que corresponen a les llavors que van créixer per convertir-se en les galàxies. El senyal de la nostra galàxia es va restar utilitzant les dades multifreqüència. Aquesta imatge mostra un interval de temperatura de ± 200 microKelvin.

En cosmologia, la recombinació es refereix a l'època durant la qual els electrons i els protons carregats es van unir per primera vegada per formar àtoms d'hidrogen elèctricament neutres. La recombinació va tenir lloc uns 378.000 anys després del Big Bang (a un desplaçament cap al vermell de z = 1.100). La paraula "recombinació" és enganyosa, ja que la teoria del Big Bang no postula que els protons i els electrons s'hagin combinat abans, però el nom existeix per raons històriques, ja que va ser anomenat abans que la hipòtesi del Big Bang es convertís en la teoria principal del naixement de l'univers.

## Visió general
Immediatament després del Big Bang, l'univers era un plasma calent i dens de fotons, leptons i quarks : l'època dels quarks. Als 10−6 segons, l'Univers s'havia expandit i refredat prou per permetre la formació de protons : l'època dels hadrons. Aquest plasma era efectivament opac a la radiació electromagnètica a causa de la dispersió de Thomson pels electrons lliures, ja que el camí lliure mitjà que cada fotó podia recórrer abans de trobar un electró era molt curt. Aquest és l'estat actual de l'interior del Sol. A mesura que l'univers s'expandia, també es refredava. Finalment, l'univers es va refredar fins al punt que el camp de radiació no podia ionitzar immediatament l'hidrogen neutre, i els àtoms es van veure afavorits energèticament. La fracció d'electrons i protons lliures en comparació amb l'hidrogen neutre va disminuir a unes poques parts en 10.000.
La recombinació implica la unió d'electrons a protons (nuclis d'hidrogen) per formar àtoms d'hidrogen neutres. Com que les recombinacions directes a l'estat fonamental (energia més baixa) de l'hidrogen són molt ineficients, aquests àtoms d'hidrogen generalment es formen amb els electrons en un estat d'alta energia, i els electrons passen ràpidament al seu estat de baixa energia emetent fotons. Existeixen dues vies principals: des de l'estat 2p emetent un fotó Lyman (aquests fotons gairebé sempre seran reabsorbits per un altre àtom d'hidrogen en el seu estat fonamental) o des de l'estat 2s emetent dos fotons, cosa que és molt lenta.
Aquesta producció de fotons es coneix com a desacoblament, la qual cosa fa que la recombinació de vegades s'anomeni desacoblament de fotons, però la recombinació i el desacoblament de fotons són esdeveniments diferents. Un cop els fotons es van desacoblar de la matèria, van viatjar lliurement per l'univers sense interactuar amb la matèria i constitueixen el que s'observa avui dia com a radiació de fons còsmic de microones (en aquest sentit, la radiació de fons còsmic és infraroja i part de la radiació del cos negre vermell es va emetre quan l'univers estava a una temperatura d'uns 3000 K, desplaçat cap al vermell per un factor de 1.100 des de l'espectre visible fins a l'espectre de microones).

## Marcs de temps de recombinació
El període de temps per a la recombinació es pot estimar a partir de la dependència temporal de la temperatura del fons còsmic de microones (CMB).  El fons de microones és un espectre de cos negre que representa els fotons presents a la recombinació, amb un canvi d'energia causat per l'expansió de l'univers. Un cos negre es caracteritza completament per la seva temperatura; el desplaçament s'anomena desplaçament cap al vermell i es denota per z : {\displaystyle T_{\text{CMB}}=\mathrm {2.7~K} \times (1+z)} on 2,7 K és la temperatura d'avui.
L'energia tèrmica al pic de l'espectre del cos negre és la constant de Boltzmann, kB, multiplicada per la temperatura, {\displaystyle k_{B}T_{\text{CMB}}(z)} però simplement comparar això amb l'energia d'ionització dels àtoms d'hidrogen no considerarà l'espectre d'energies. Una millor estimació avalua l'equilibri tèrmic entre la matèria (àtoms) i la radiació. La densitat de fotons, {\displaystyle n_{\gamma }(E>Q_{H})} amb energia E suficient per ionitzar l'hidrogen és la densitat total multiplicada per un factor de la distribució de Boltzmann d'equilibri: {\displaystyle n_{\gamma }(E>Q_{H})=n_{\gamma }\exp \left({\frac {-Q_{H}}{k_{B}T_{\text{CMB}}(z)}}\right)} En equilibri, això serà aproximadament igual a la densitat de la matèria (barions). La relació entre barions i fotons, {\displaystyle \eta }, se sap a partir de diverses fonts  incloses les mesures del satèl·lit Planck, que és al voltant de 10−9. Resolent per a {\displaystyle z_{\text{rec}}} dóna un valor al voltant de 1100, que es converteix en un valor de temps còsmic al voltant de 400.000 anys.

## Història de la recombinació de l'hidrogen
La història de la ionització còsmica es descriu generalment en termes de la fracció d'electrons lliures xe com a funció del desplaçament cap al vermell. És la relació entre l'abundància d'electrons lliures i l'abundància total d'hidrogen (tant neutre com ionitzat). Denotant per ne la densitat numèrica dels electrons lliures, nH la de l'hidrogen atòmic i np la de l'hidrogen ionitzat (és a dir, protons), xe es defineix com
{\displaystyle x_{\text{e}}={\frac {n_{\text{e}}}{n_{\text{p}}+n_{\text{H}}}}.}
Com que l'hidrogen només es recombina un cop l'heli és completament neutre, la neutralitat de la càrrega implica ne = np, és a dir, xe també és la fracció d'hidrogen ionitzat.

### Estimació aproximada de la teoria de l'equilibri
És possible trobar una estimació aproximada del desplaçament cap al vermell de l'època de recombinació assumint la reacció de recombinació {\displaystyle p+e^{-}\longleftrightarrow H+\gamma } prou ràpid com per avançar a prop de l'equilibri tèrmic. L'abundància relativa d'electrons lliures, protons i hidrogen neutre ve donada per l'equació de Saha:
{\displaystyle {\frac {n_{\text{p}}n_{\text{e}}}{n_{\text{H}}}}=\left({\frac {m_{\text{e}}k_{\text{B}}T}{2\pi \hbar ^{2}}}\right)^{\frac {3}{2}}\exp \left(-{\frac {E_{\text{I}}}{k_{\text{B}}T}}\right),}
on me és la massa de l'electró, kB és la constant de Boltzmann, T és la temperatura, ħ és la constant de Planck reduïda i E I = 13,6 eV és l'energia d'ionització de l'hidrogen.  La neutralitat de la càrrega requereix ne = np, i l'equació de Saha es pot reescriure en termes de la fracció d'electrons lliures xe:
{\displaystyle {\frac {x_{\text{e}}^{2}}{1-x_{\text{e}}}}=(n_{\text{H}}+n_{\text{p}})^{-1}\left({\frac {m_{\text{e}}k_{\text{B}}T}{2\pi \hbar ^{2}}}\right)^{\frac {3}{2}}\exp \left(-{\frac {E_{\text{I}}}{k_{\text{B}}T}}\right).}
Totes les quantitats del costat dret són funcions conegudes de z, el desplaçament cap al vermell: la temperatura ve donada per T = (1 + z) × 2.728 K,  i la densitat total de l'hidrogen (neutre i ionitzat) ve donada per np + nH = (1 + z)3 × 1.6 m−3.
Resolent aquesta equació per a una fracció d'ionització del 50% s'obté una temperatura de recombinació d'aproximadament 4.000 K, corresponent al desplaçament cap al vermell z = 1.500.

### Àtom efectiu de tres nivells
El 1968, els físics Jim Peebles als EUA i Yakov Borisovich Zel'dovich i els seus col·laboradors a l'URSS van calcular independentment la història de la recombinació fora de l'equilibri de l'hidrogen. Els elements bàsics del model són els següents.
- Les recombinacions directes a l'estat fonamental de l'hidrogen són molt ineficients: cada esdeveniment d'aquest tipus condueix a un fotó amb una energia superior a 13,6 eV, que reionitza gairebé immediatament un àtom d'hidrogen veí.
- Per tant, els electrons només es recombinen eficientment als estats excitats de l'hidrogen, des dels quals baixen en cascada molt ràpidament fins al primer estat excitat, amb nombre quàntic principal n = 2.
- Des del primer estat excitat, els electrons poden arribar a l'estat fonamental n = 1 a través de dues vies:
  - Desintegració des de l'estat 2p mitjançant l'emissió d'un fotó Lyman-α. Aquest fotó gairebé sempre serà reabsorbit per un altre àtom d'hidrogen en el seu estat fonamental. Tanmateix, el desplaçament cap al vermell cosmològic disminueix sistemàticament la freqüència dels fotons, i hi ha una petita possibilitat que escapi de la reabsorció si es desplaça cap al vermell prou lluny de la freqüència ressonant de la línia Lyman-α abans de trobar un altre àtom d'hidrogen.
  - Desintegració des de l'estat 2s emetent dos fotons. Aquest procés de desintegració de dos fotons és molt lent, amb una velocitat[4] de 8,22 s−1. No obstant això, és competitiu amb la lenta velocitat d'escapament de Lyman-α en la producció d'hidrogen en estat fonamental.
- Els àtoms en el primer estat excitat també poden ser reionitzats pels fotons CMB ambientals abans d'arribar a l'estat fonamental. Quan aquest és el cas, és com si la recombinació a l'estat excitat no hagués ocorregut en primer lloc. Per tenir en compte aquesta possibilitat, Peebles defineix el factor C com la probabilitat que un àtom en el primer estat excitat arribi a l'estat fonamental a través de qualsevol de les dues vies descrites anteriorment abans de ser fotoionitzat.

Aquest model es descriu normalment com un "àtom efectiu de tres nivells", ja que requereix fer un seguiment de l'hidrogen en tres formes: en el seu estat fonamental, en el seu primer estat excitat (suposant que tots els estats excitats superiors estiguin en equilibri de Boltzmann amb ell) i en el seu estat ionitzat.
Tenint en compte aquests processos, la història de la recombinació es descriu mitjançant l'equació diferencial
{\displaystyle {\frac {dx_{\text{e}}}{dt}}=-C\left(\alpha _{\text{B}}(T)n_{\text{p}}x_{e}-4(1-x_{\text{e}})\beta _{\text{B}}(T)e^{-E_{21}/T}\right),}
on αB el coeficient de recombinació del "cas B" als estats excitats de l'hidrogen, βB la taxa de fotoionització corresponent i E21 = 10.2 eV és l'energia del primer estat excitat. Cal tenir en compte que el segon terme del costat dret de l'equació anterior es pot obtenir mitjançant un argument de balanç detallat. El resultat d'equilibri donat a la secció anterior es recuperaria establint el costat esquerre a zero, és a dir, assumint que les taxes netes de recombinació i fotoionització són grans en comparació amb la taxa d'expansió de Hubble, que estableix l'escala de temps d'evolució global de la temperatura i la densitat. Tanmateix, C αB np és comparable a la taxa d'expansió de Hubble, i fins i tot disminueix significativament a desplaçaments cap al vermell baixos, cosa que porta a una evolució de la fracció d'electrons lliures molt més lenta del que s'obtindria del càlcul d'equilibri de Saha. Amb els valors moderns dels paràmetres cosmològics, es constata que l'univers és un 90% neutre a z ≈ 1070.

### Desenvolupaments moderns
El model àtom de tres nivells, simple i efectiu, descrit anteriorment explica els processos físics més importants. Tanmateix, es basa en aproximacions que condueixen a errors en l'historial de recombinació previst al nivell del 10% aproximadament. A causa de la importància de la recombinació per a la predicció precisa de les anisotropies del fons còsmic de microones, diversos grups de recerca han revisat els detalls d'aquesta imatge durant les dues últimes dècades.
Els refinaments de la teoria es poden dividir en dues categories:
- Comptabilització de les poblacions de no equilibri dels estats altament excitats de l'hidrogen. Això equival efectivament a modificar el coeficient de recombinació α.
- Càlcul precís de la taxa d'escapament de Lyman α i l'efecte d'aquests fotons en la transició 2s-1s. Això requereix resoldre una equació de transferència radiativa dependent del temps. A més, cal tenir en compte les transicions de Lyman d'ordre superior. Aquests refinaments equivalen efectivament a una modificació del factor C de Peebles.

Es creu que la teoria moderna de la recombinació té una precisió del 0,1% i s'implementa en codis de recombinació ràpida disponibles públicament.

## Recombinació primordial de l'heli
Els nuclis d'heli es produeixen durant la nucleosíntesi del Big Bang i constitueixen aproximadament el 24% de la massa total de la matèria bariònica. L' energia d'ionització de l'heli és més gran que la de l'hidrogen i, per tant, es recombina abans. Com que l'heli neutre porta dos electrons, la seva recombinació es produeix en dos passos. La primera recombinació, {\displaystyle \mathrm {He} ^{2+}+\mathrm {e} ^{-}\longrightarrow \mathrm {He} ^{+}+\gamma } procedeix prop de l'equilibri de Saha i té lloc al voltant del desplaçament cap al vermell z ≈ 6000. La segona recombinació, {\displaystyle \mathrm {He} ^{+}+\mathrm {e} ^{-}\longrightarrow \mathrm {He} +\gamma }, és més lent del que es prediria a partir de l'equilibri de Saha i té lloc al voltant del desplaçament cap al vermell z ≈ 2000. Els detalls de la recombinació d'heli són menys crítics que els de la recombinació d'hidrogen per a la predicció d'anisotropies del fons còsmic de microones, ja que l'univers encara és molt gruixut òpticament després que l'heli s'hagi recombinat i abans que l'hidrogen hagi començat la seva recombinació.

## Barrera de llum primordial
Abans de la recombinació, els fotons no podien viatjar lliurement per l'univers, ja que es dispersaven constantment pels electrons i protons lliures. Aquesta dispersió provoca una pèrdua d'informació i, per tant, "hi ha una barrera fotònica a un desplaçament cap al vermell" proper al de la recombinació que ens impedeix utilitzar fotons directament per aprendre sobre l'univers a desplaçaments cap al vermell més grans.  Un cop que es va produir la recombinació, però, el recorregut lliure mitjà dels fotons va augmentar considerablement a causa del menor nombre d'electrons lliures. Poc després de la recombinació, el recorregut lliure mitjà dels fotons va esdevenir més gran que la longitud de Hubble, i els fotons van viatjar lliurement sense interactuar amb la matèria.  Per aquest motiu, la recombinació està estretament associada amb l'última superfície de dispersió, que és el nom de l'última vegada en què els fotons del fons còsmic de microones van interactuar amb la matèria. Tanmateix, aquests dos esdeveniments són diferents, i en un univers amb valors diferents per a la relació barió-fotó i la densitat de la matèria, la recombinació i el desacoblament de fotons no necessàriament s'han produït a la mateixa època.